# ميخائيل آشر
ميخائيل آشر (بالإنجليزية: Michael Asher)‏ هو فنان أمريكي، ولد في 15 يوليو 1943 في لوس أنجلوس في الولايات المتحدة، وتوفي بنفس المكان في 15 أكتوبر 2012.